# Eleição para governador do Novo México em 1998
A eleição para governador do estado americano do Novo México em 1998 foi realizado para eleger o governador do Novo México. O governador republicano Gary Johnson era elegível e disputou para a reeleição, e foi reeleito.

## Candidatos

### Democrata
- Martin Chávez, prefeito de Albuquerque
- Gary K. King
- Jerry Apodaca, ex-governador
- Robert E. Vigil

#### Resultados
| Eleição primária do Partido Democrata | Eleição primária do Partido Democrata | Eleição primária do Partido Democrata | Eleição primária do Partido Democrata |
| Candidatos                            | Votos                                 | Percentagem                           |                                       |
| ------------------------------------- | ------------------------------------- | ------------------------------------- | ------------------------------------- |
| Martin Chávez                         | 82.147                                | 48,22%                                |                                       |
| Gary K. King                          | 51.474                                | 30,21%                                |                                       |
| Jerry Apodaca                         | 16.303                                | 9,57%                                 |                                       |
| Robert E. Vigil                       | 10.483                                | 6,15%                                 |                                       |
| Totais                                | 160.403                               |                                       |                                       |

### Republicano
- Gary Johnson, governador

## Resultados
| Eleição para governador do Novo México em 1998 | Eleição para governador do Novo México em 1998 | Eleição para governador do Novo México em 1998 | Eleição para governador do Novo México em 1998 | Eleição para governador do Novo México em 1998 | Eleição para governador do Novo México em 1998 | Eleição para governador do Novo México em 1998 |
| Partido                                        | Partido                                        | Candidato                                      | Votos                                          | %                                              | ±%                                             |                                                |
| ---------------------------------------------- | ---------------------------------------------- | ---------------------------------------------- | ---------------------------------------------- | ---------------------------------------------- | ---------------------------------------------- | ---------------------------------------------- |
|                                                | Republicano                                    | Gary Johnson                                   | 271.948                                        | 54,53%                                         | +4,72%                                         |                                                |
|                                                | Democrata                                      | Martin Chávez                                  | 226.755                                        | 45,47%                                         | +5,55%                                         |                                                |